# 신현중학교 (경기)
신현중학교(新峴中學校)는 대한민국 경기도 광주시 신현동에 있는 공립 중학교이다.

## 학교 연혁
- 2016년 3월 7일 : 신현중학교 경기도립학교 설치 조례 시행규칙 시행
- 2016년 11월 1일 : 초대 윤정의 교장 취임
- 2016년 11월 1일 : 개교 (1학년 1학급, 2학년 1학급, 3학년 1학급 총 3학급)
- 2017년 3월 1일 : 신현중학교 6학급 인가
- 2019년 1월 10일 : 제2회 졸업식(1학급 29명 졸업, 누계 47명)
- 2021년 9월 1일 : 제3대 정영숙 교장 취임
- 2024년 3월 4일 : 제8회 입학식(12학급 359명)

## 참고 자료
- 신현중학교 - 한국교육학술정보원 학교알리미